# Derde afdeling 2021-22 (voetbal België)
Het seizoen 2021-22 van de Belgische Derde afdeling ging van start in september 2021 en eindigde in mei 2022. De competitie telde drie reeksen van zestien teams en één reeks van vijftien teams. Twee reeksen met clubs zijn aangesloten bij VV en twee bij de ACFF.

## Naamswijzigingen
- KRC Bambrugge fuseerde met FC Mere en werd Erpe-Mere United.
- KFC Lille fuseerde met VC Poederlee en werd KVC Lille United.
- Renaissance Mons 44 wijzigde zijn naam in RAEC Mons

## Gedegradeerde teams
Er waren geen gedegradeerde teams.

## Gepromoveerde teams
Er waren geen gepromoveerde teams.

## Promoverende teams
Deze teams promoveerden na afloop van het seizoen naar Tweede afdeling

### Rechtstreeks als kampioen
- KSV Oostkamp (kampioen VV A)
- KRC Mechelen (kampioen VV B)
- Union Namur (kampioen ACFF A)
- Stade Disonais (kampioen ACFF B)

### Via eindronde
- FC Lebbeke (2e VV A)
- KM Torhout (4e VV A)
- Erpe-Mere United (6e VV A)
- KVC Lille United (4e VV B)
- KFC Turnhout (5e VV B)
- RUS Binche (6e ACFF A)

## Degraderende teams
Deze teams degradeerden na afloop van het seizoen naar de Provinciale reeksen
- KVK Svelta Melsele (14e VV A)
- SK Nieuwkerken Sint-Niklaas (15e VV A)
- KFC Rhodienne-De Hoek (16e VV A)
- KFC De Kempen Tielen-Lichtaart (14e VV B)
- FC Berlaar-Heikant (15e VV B)
- KVV Weerstand Koersel (16e VV B)
- Pont-à-Celles-Buzet (14e ACFF A)
- ROFC Stockel (15e ACFF A)
- RAFC Oppagne-Wéris (14e ACFF B)
- RES Wanze/Bas-Oha (15e ACFF B)
- RUS Gouvy (16e ACFF B)
- SK Lochristi (geen licentie aangevraagd)

## Clubs

### Derde afdeling VV A
| # kaart | Stam- nummer | Club                        | Plaats                |
| ------- | ------------ | --------------------------- | --------------------- |
| 1       | 6            | KFC Rhodienne-De Hoek       | Sint-Genesius-Rode    |
| 2       | 211          | KFC Vigor Wuitens Hamme     | Hamme                 |
| 3       | 822          | KM Torhout                  | Torhout               |
| 4       | 3155         | KHO Wolvertem Merchtem      | Merchtem & Wolvertem  |
| 5       | 3541         | KVK Svelta Melsele          | Melsele               |
| 6       | 3957         | KVC Jong Lede               | Lede                  |
| 7       | 3964         | KFC Voorde-Appelterre       | Appelterre & Voorde   |
| 8       | 4759         | KFC Eppegem                 | Eppegem               |
| 9       | 5343         | Erpe-Mere United            | Bambrugge & Erpe-Mere |
| 10      | 5617         | SK Lochristi                | Lochristi             |
| 11      | 5956         | KSV Oostkamp                | Oostkamp              |
| 12      | 6122         | SV Anzegem                  | Anzegem               |
| 13      | 8552         | Avanti Stekene              | Stekene               |
| 14      | 8601         | FC Lebbeke                  | Lebbeke               |
| 15      | 8715         | Tempo Overijse              | Overijse              |
| 16      | 9264         | SK Nieuwkerken Sint-Niklaas | Nieuwkerken-Waas      |

### Derde afdeling VV B
| # kaart | Stam- nummer | Club                           | Plaats             |
| ------- | ------------ | ------------------------------ | ------------------ |
| 1       | 24           | KRC Mechelen                   | Mechelen           |
| 2       | 41           | KFC Diest                      | Diest              |
| 3       | 148          | KFC Turnhout                   | Turnhout           |
| 4       | 330          | KVK Beringen                   | Beringen           |
| 5       | 1065         | KFC Nijlen                     | Nijlen             |
| 6       | 1124         | KFC Zwarte Leeuw               | Rijkevorsel        |
| 7       | 1357         | KFC Sint-Lenaarts              | Sint-Lenaarts      |
| 8       | 2065         | K. Witgoor Sport Dessel        | Dessel             |
| 9       | 2428         | KVV Weerstand Koersel          | Koersel            |
| 10      | 2529         | FC Esperanza Pelt              | Pelt               |
| 11      | 2618         | KVC Lille United               | Lille              |
| 12      | 2825         | KVK Wellen                     | Wellen             |
| 13      | 3634         | KAC Betekom                    | Betekom            |
| 14      | 4469         | KFC De Kempen Tielen-Lichtaart | Lichtaart & Tielen |
| 15      | 7734         | FC Berlaar-Heikant             | Berlaar            |
| 16      | 7919         | Eendracht Termien              | Genk               |

### Derde afdeling ACFF A
| # kaart | Stam- nummer | Club                                 | Plaats           |
| ------- | ------------ | ------------------------------------ | ---------------- |
| 1       | 26           | RFC Tournai                          | Doornik          |
| 2       | 69           | R. Gosselies Sports                  | Gosselies        |
| 3       | 75           | RCS Brainois                         | Eigenbrakel      |
| 4       | 156          | Union Namur                          | Namen            |
| 5       | 1708         | Union Saint-Ghislain Tertre-Hautrage | Saint-Ghislain   |
| 6       | 3020         | R. Jeunesse Aischoise                | Aische-en-Refail |
| 7       | 3031         | ROFC Stockel                         | Stokkel          |
| 8       | 3835         | RUS Binche                           | Binche           |
| 9       | 3939         | RJS Taminoise                        | Tamines          |
| 10      | 4070         | Crossing Schaerbeek                  | Schaarbeek       |
| 11      | 4194         | RAEC Mons                            | Bergen           |
| 12      | 6464         | RFC Rapid Symphorinois               | Saint-Symphorien |
| 13      | 7021         | Pont-à-Celles-Buzet                  | Pont-à-Celles    |
| 14      | 8470         | CS Entité Manageoise                 | Manage           |
| 15      | 9245         | CS Pays Vert Ostiches-Ath            | Aat & Ostiches   |

### Derde afdeling ACFF B
| # kaart | Stam- nummer | Club                | Plaats            |
| ------- | ------------ | ------------------- | ----------------- |
| 1       | 76           | RFC Huy             | Hoei              |
| 2       | 82           | FC Herstal          | Herstal           |
| 3       | 199          | RAS Jodoigne        | Geldenaken        |
| 4       | 260          | RFCB Sprimont       | Sprimont          |
| 5       | 431          | RFC Raeren-Eynatten | Eynatten          |
| 6       | 1654         | ES Wanze/Bas-Oha    | Bas-Oha           |
| 7       | 1962         | RAFC Oppagne-Wéris  | Oppagne & Wéris   |
| 8       | 1979         | R. Aywaille FC      | Aywaille          |
| 9       | 2799         | Union Rochefortoise | Rochefort         |
| 10      | 3093         | RSC Habay-la-Neuve  | Habay-la-Neuve    |
| 11      | 3227         | RUS Gouvy           | Gouvy             |
| 12      | 3816         | RRC Mormont         | Mormont           |
| 13      | 4260         | R. Marloie Sport    | Marche-en-Famenne |
| 14      | 6626         | RCS Onhaye          | Onhaye            |
| 15      | 9410         | Stade Disonais      | Dison             |
| 16      | 9487         | FC United Richelle  | Richelle          |

## Klassementen

### Derde afdeling VV A
| Pos | Team                        | Wed | W  | G | V  | Ptn | DV | DT | +/− | Kwalificatie of degradatie                |
| --- | --------------------------- | --- | -- | - | -- | --- | -- | -- | --- | ----------------------------------------- |
| 1   | KSV Oostkamp                | 30  | 23 | 5 | 2  | 74  | 83 | 37 | +46 | Promotie naar Tweede afdeling             |
| 2   | FC Lebbeke                  | 30  | 19 | 6 | 5  | 63  | 60 | 30 | +30 | Kwalificatie voor Eindronde promotie VV   |
| 3   | Tempo Overijse              | 30  | 16 | 6 | 8  | 54  | 55 | 37 | +18 | Kwalificatie voor Eindronde promotie VV   |
| 4   | KM Torhout                  | 30  | 16 | 6 | 8  | 54  | 52 | 45 | +7  | Kwalificatie voor Eindronde promotie VV   |
| 5   | SK Lochristi                | 30  | 14 | 6 | 10 | 48  | 60 | 47 | +13 | Degradatie naar Derde provinciale         |
| 6   | Erpe-Mere United            | 30  | 13 | 5 | 12 | 44  | 45 | 39 | +6  | Kwalificatie voor Eindronde promotie VV   |
| 7   | KFC Vigor Wuitens Hamme     | 30  | 12 | 8 | 10 | 44  | 49 | 45 | +4  |                                           |
| 8   | Avanti Stekene              | 30  | 12 | 6 | 12 | 42  | 48 | 38 | +10 |                                           |
| 9   | KFC Voorde-Appelterre       | 30  | 10 | 6 | 14 | 36  | 47 | 52 | −5  |                                           |
| 10  | KHO Wolvertem Merchtem      | 30  | 9  | 9 | 12 | 36  | 42 | 39 | +3  |                                           |
| 11  | SV Anzegem                  | 30  | 10 | 5 | 15 | 35  | 47 | 60 | −13 |                                           |
| 12  | KVC Jong Lede               | 30  | 10 | 4 | 16 | 34  | 47 | 61 | −14 |                                           |
| 13  | KFC Eppegem                 | 30  | 8  | 8 | 14 | 32  | 36 | 39 | −3  | Kwalificatie voor Eindronde degradatie VV |
| 14  | KVK Svelta Melsele          | 30  | 7  | 6 | 17 | 27  | 47 | 75 | −28 | Degradatie naar Eerste provinciale        |
| 15  | SK Nieuwkerken Sint-Niklaas | 30  | 6  | 7 | 17 | 25  | 32 | 66 | −34 | Degradatie naar Eerste provinciale        |
| 16  | KFC Rhodienne-De Hoek       | 30  | 6  | 5 | 19 | 23  | 26 | 66 | −40 | Degradatie naar Eerste provinciale        |

1. ↑  SK Lochristi vroeg geen licentie aan voor Tweede en Derde afdeling en degradeerde naar Derde provinciale. Hun plaats in de eindronde voor promotie ging naar Erpe-Mere United.

### Derde afdeling VV B
| Pos | Team                           | Wed | W  | G  | V  | Ptn | DV | DT | +/− | Kwalificatie of degradatie                |
| --- | ------------------------------ | --- | -- | -- | -- | --- | -- | -- | --- | ----------------------------------------- |
| 1   | KRC Mechelen                   | 30  | 18 | 5  | 7  | 59  | 63 | 41 | +22 | Promotie naar Tweede afdeling             |
| 2   | FC Esperanza Pelt              | 30  | 18 | 4  | 8  | 58  | 64 | 38 | +26 | Kwalificatie voor Eindronde promotie VV   |
| 3   | KFC Diest                      | 30  | 16 | 8  | 6  | 56  | 47 | 28 | +19 | Kwalificatie voor Eindronde promotie VV   |
| 4   | KVC Lille United               | 30  | 16 | 6  | 8  | 54  | 63 | 55 | +8  | Kwalificatie voor Eindronde promotie VV   |
| 5   | KFC Turnhout                   | 30  | 13 | 10 | 7  | 49  | 53 | 28 | +25 | Kwalificatie voor Eindronde promotie VV   |
| 6   | KFC Sint-Lenaarts              | 30  | 13 | 8  | 9  | 47  | 49 | 41 | +8  |                                           |
| 7   | KFC Zwarte Leeuw               | 30  | 13 | 7  | 10 | 46  | 61 | 38 | +23 |                                           |
| 8   | KVK Wellen                     | 30  | 11 | 11 | 8  | 44  | 46 | 41 | +5  |                                           |
| 9   | Eendracht Termien              | 30  | 12 | 6  | 12 | 42  | 40 | 41 | −1  |                                           |
| 10  | KAC Betekom                    | 30  | 12 | 5  | 13 | 41  | 53 | 51 | +2  |                                           |
| 11  | KFC Nijlen                     | 30  | 12 | 5  | 13 | 41  | 52 | 55 | −3  |                                           |
| 12  | KVK Beringen                   | 30  | 11 | 8  | 11 | 41  | 48 | 43 | +5  |                                           |
| 13  | K. Witgoor Sport Dessel        | 30  | 10 | 5  | 15 | 35  | 37 | 43 | −6  | Kwalificatie voor Eindronde degradatie VV |
| 14  | KFC De Kempen Tielen-Lichtaart | 30  | 5  | 7  | 18 | 22  | 35 | 62 | −27 | Degradatie naar Eerste provinciale        |
| 15  | FC Berlaar-Heikant             | 30  | 4  | 9  | 17 | 21  | 27 | 70 | −43 | Degradatie naar Eerste provinciale        |
| 16  | KVV Weerstand Koersel          | 30  | 3  | 2  | 25 | 11  | 30 | 93 | −63 | Degradatie naar Eerste provinciale        |

### Derde afdeling ACFF A
| Pos | Team                                 | Wed | W  | G  | V  | Ptn | DV | DT | +/− | Kwalificatie of degradatie                  |
| --- | ------------------------------------ | --- | -- | -- | -- | --- | -- | -- | --- | ------------------------------------------- |
| 1   | Union Namur                          | 28  | 21 | 2  | 5  | 65  | 58 | 21 | +37 | Promotie naar Tweede afdeling               |
| 2   | CS Entité Manageoise                 | 28  | 14 | 7  | 7  | 49  | 61 | 32 | +29 | Kwalificatie voor Eindronde promotie ACFF   |
| 3   | Crossing Schaerbeek                  | 28  | 13 | 10 | 5  | 49  | 53 | 40 | +13 | Kwalificatie voor Eindronde promotie ACFF   |
| 4   | R. Jeunesse Aischoise                | 28  | 13 | 9  | 6  | 48  | 61 | 41 | +20 | Kwalificatie voor Eindronde promotie ACFF   |
| 5   | RFC Tournai                          | 28  | 13 | 6  | 9  | 45  | 38 | 34 | +4  |                                             |
| 6   | RUS Binche                           | 28  | 11 | 9  | 8  | 42  | 40 | 35 | +5  | Kwalificatie voor Eindronde promotie ACFF   |
| 7   | RFC Rapid Symphorinois               | 28  | 12 | 5  | 11 | 41  | 40 | 35 | +5  |                                             |
| 8   | RJS Taminoise                        | 28  | 10 | 10 | 8  | 40  | 32 | 34 | −2  |                                             |
| 9   | RAEC Mons                            | 28  | 9  | 13 | 6  | 40  | 54 | 38 | +16 |                                             |
| 10  | CS Pays Vert Ostiches-Ath            | 28  | 10 | 7  | 11 | 37  | 41 | 39 | +2  |                                             |
| 11  | Union Saint-Ghislain Tertre-Hautrage | 28  | 9  | 9  | 10 | 36  | 39 | 51 | −12 |                                             |
| 12  | RCS Brainois                         | 28  | 9  | 4  | 15 | 31  | 47 | 57 | −10 |                                             |
| 13  | R. Gosselies Sports                  | 28  | 5  | 7  | 16 | 22  | 21 | 50 | −29 | Kwalificatie voor Eindronde degradatie ACFF |
| 14  | Pont-à-Celles-Buzet                  | 28  | 2  | 12 | 14 | 18  | 20 | 49 | −29 | Degradatie naar Eerste provinciale          |
| 15  | ROFC Stockel                         | 28  | 2  | 4  | 22 | 10  | 32 | 81 | −49 | Degradatie naar Eerste provinciale          |

Noot: In tegenstelling tot het vorige seizoen viel er één team weg, namelijk R. Stade Brainois. Dit team ging op in een fusie met AFC Tubize, dat uitkomt in Tweede afdeling.

### Derde afdeling ACFF B
| Pos | Team                | Wed | W  | G | V  | Ptn | DV | DT | +/− | Kwalificatie of degradatie                  |
| --- | ------------------- | --- | -- | - | -- | --- | -- | -- | --- | ------------------------------------------- |
| 1   | Stade Disonais      | 30  | 19 | 6 | 5  | 63  | 69 | 35 | +34 | Promotie naar Tweede afdeling               |
| 2   | Union Rochefortoise | 30  | 18 | 3 | 9  | 57  | 63 | 50 | +13 | Kwalificatie voor Eindronde promotie ACFF   |
| 3   | RFC Raeren-Eynatten | 30  | 17 | 2 | 11 | 53  | 65 | 51 | +14 | Kwalificatie voor Eindronde promotie ACFF   |
| 4   | FC Herstal          | 30  | 15 | 5 | 10 | 50  | 57 | 33 | +24 | Kwalificatie voor Eindronde promotie ACFF   |
| 5   | RFCB Sprimont       | 30  | 15 | 5 | 10 | 50  | 47 | 39 | +8  | Kwalificatie voor Eindronde promotie ACFF   |
| 6   | RCS Onhaye          | 30  | 14 | 7 | 9  | 49  | 50 | 33 | +17 |                                             |
| 7   | FC United Richelle  | 30  | 13 | 5 | 12 | 44  | 56 | 48 | +8  |                                             |
| 8   | RAS Jodoigne        | 30  | 12 | 5 | 13 | 41  | 49 | 44 | +5  |                                             |
| 9   | RSC Habay-la-Neuve  | 30  | 11 | 8 | 11 | 41  | 45 | 43 | +2  |                                             |
| 10  | R. Marloie Sport    | 30  | 12 | 3 | 15 | 39  | 55 | 64 | −9  |                                             |
| 11  | RRC Mormont         | 30  | 10 | 9 | 11 | 39  | 50 | 60 | −10 |                                             |
| 12  | R. Aywaille FC      | 30  | 11 | 2 | 17 | 35  | 47 | 68 | −21 |                                             |
| 13  | RFC Huy             | 30  | 9  | 7 | 14 | 34  | 32 | 46 | −14 | Kwalificatie voor Eindronde degradatie ACFF |
| 14  | RAFC Oppagne-Wéris  | 30  | 8  | 8 | 14 | 32  | 39 | 61 | −22 | Degradatie naar Eerste provinciale          |
| 15  | RES Wanze/Bas-Oha   | 30  | 7  | 6 | 17 | 27  | 42 | 64 | −22 | Degradatie naar Eerste provinciale          |
| 16  | RUS Gouvy           | 30  | 6  | 5 | 19 | 23  | 39 | 66 | −27 | Degradatie naar Eerste provinciale          |

## Periodekampioenen

### Derde afdeling VV A
- Eerste periode: KSV Oostkamp, 28 punten
- Tweede periode: KSV Oostkamp, 23 punten
- Derde periode: KSV Oostkamp, 23 punten

### Derde afdeling VV B
- Eerste periode: KRC Mechelen, 22 punten
- Tweede periode: FC Esperanza Pelt, 22 punten
- Derde periode: KVC Lille United, 22 punten

### Derde afdeling ACFF A
- Eerste periode: RUS Binche, 20 punten
- Tweede periode: Union Namur, 25 punten
- Derde periode: Union Namur, 24 punten

### Derde afdeling ACFF B
- Eerste periode: Stade Disonais, 23 punten
- Tweede periode: RFC Raeren-Eynatten, 22 punten
- Derde periode: Union Rochefortoise, 22 punten

## Eindronde promotie

### Promotie VV
De eindronde werd gespeeld door de teams die tweede waren geëindigd in het eindklassement en de drie periodekampioenen. Indien één of meerdere periodes gewonnen werden door de uiteindelijke kampioen of door dezelfde club, kreeg de best geklasseerde ploeg zonder eindrondeticket een plek in de eindronde. 
Normaal gezien zouden er maar vier stijgers zijn in de VV-eindronde, maar omdat R. Excel Mouscron geen licentie voor het profvoetbal kreeg, kwam er een extra plaats vrij in Tweede afdeling. 
Eerste ronde
In de eerste ronde treden acht teams aan. De wedstrijden werden gespeeld op het veld van de club die bij de lottrekking als eerste geloot werd. In een rechtstreeks duel (met eventuele verlengingen en strafschoppen) wordt bepaald wie promoveerde. De verliezers spelen een tweede ronde om een bijkomende promovendus te bepalen. 
| Datum      | Uur   | Wedstrijden                          | Uitslag |  |
| ---------- | ----- | ------------------------------------ | ------- |  |
| 07/05/2022 | 18:30 | Erpe-Mere United - FC Esperanza Pelt | 3-1     |  |
| 07/05/2022 | 20:00 | Tempo Overijse - FC Lebbeke          | 0-3     |  |
| 08/05/2022 | 15:00 | KFC Turnhout - KM Torhout            | 3-1     |  |
| 08/05/2022 | 15:00 | KVC Lille United - KFC Diest         | 2-1     |  |

Tweede ronde
De twee clubs die wonnen in de tweede ronde, plaatsten zich voor de finale om te bepalen welke club bijkomend promoveert. 
| Datum      | Uur   | Wedstrijden                        | Uitslag |  |
| ---------- | ----- | ---------------------------------- | ------- |  |
| 14/05/2022 | 20:00 | Tempo Overijse - FC Esperanza Pelt | 2-1     |  |
| 15/05/2022 | 15:00 | KM Torhout - KFC Diest             | 5-0     |  |

Derde ronde
De winnaar van dit duel promoveerde naar Tweede afdeling.
| Datum      | Uur   | Wedstrijden                 | Uitslag |  |
| ---------- | ----- | --------------------------- | ------- |  |
| 22/05/2022 | 15:00 | KM Torhout - Tempo Overijse | 1-0     |  |

### Promotie ACFF
De eindronde werd gespeeld door de teams die tweede waren geëindigd in het eindklassement en de drie periodekampioenen. Indien één of meerdere periodes gewonnen werden door de uiteindelijke kampioen of door dezelfde club, kreeg de best geklasseerde ploeg zonder eindrondeticket een plek in de eindronde.
Eerste ronde
In de eerste ronde treden acht teams aan. De wedstrijden werden gespeeld op het veld van de club die bij de lottrekking als eerste geloot werd. In een rechtstreeks duel (met eventuele verlengingen en strafschoppen) wordt bepaald wie naar de tweede ronde gaat.
| Datum      | Uur   | Wedstrijden                                | Uitslag |  |
| ---------- | ----- | ------------------------------------------ | ------- |  |
| 08/05/2022 | 15:00 | RFC Raeren-Eynatten - Crossing Schaerbeek  | 0-2     |  |
| 08/05/2022 | 15:00 | R. Jeunesse Aischoise - RFCB Sprimont      | 0-1     |  |
| 08/05/2022 | 15:00 | RUS Binche - FC Herstal                    | 3-2     |  |
| 08/05/2022 | 15:00 | CS Entité Manageoise - Union Rochefortoise | 3-0     |  |

Tweede ronde
De vier winnaars van de eerste ronde speelden voor een plaats in finale van deze eindronde. 
| Datum      | Uur   | Wedstrijden                          | Uitslag       |  |
| ---------- | ----- | ------------------------------------ | ------------- |  |
| 15/05/2022 | 15:00 | Crossing Schaerbeek - RUS Binche     | 0-5 (forfait) |  |
| 15/05/2022 | 15:00 | CS Entité Manageoise - RFCB Sprimont | 0-3           |  |

Noot: De wedstrijd tussen Crossing Schaerbeek en RUS Binche eindigde oorspronkelijk op 0-0. Tijdens de strafschoppenreeks stond het 4-4 toen supporters van Schaerbeek het terrein bestormden. Op 19 mei 2022 besliste het Sportief Comité ACFF dat Schaerbeek een 0-5 forfaitnederlaag zou toegekend krijgen.
Derde ronde
De winnaar van dit duel promoveerde naar Tweede afdeling. 
| Datum      | Uur   | Wedstrijden                | Uitslag |  |
| ---------- | ----- | -------------------------- | ------- |  |
| 22/05/2022 | 15:00 | RFCB Sprimont - RUS Binche | 1-3     |  |

## Eindronde degradatie

### Degradatie VV
De twee ploegen die dertiende eindigden in Derde afdeling VV moesten in een rechtstreeks duel bepalen wie in Derde afdeling zou blijven en wie zou zakken naar de provinciale reeksen.
Door de afloop van het dossier R. Excel Mouscron diende KFC Eppegem alsnog het resultaat van de promotie-eindronde Tweede afdeling af te wachten. Indien deze eindronde gewonnen werd door de deelnemer vanuit het ACFF daalde KFC Eppegem alsnog naar de Eerste provinciale.
Door de winst van RFC Mandel United bleef KFC Eppegem in Derde afdeling.
| Datum      | Uur   | Wedstrijd                             | Uitslag        |  |
| ---------- | ----- | ------------------------------------- | -------------- |  |
| 08/05/2022 | 15:00 | KFC Eppegem - K. Witgoor Sport Dessel | 1-1 (3-5 n.p.) |  |

### Degradatie ACFF
De twee ploegen die dertiende eindigden in de Derde afdeling ACFF moesten in een rechtstreeks duel bepalen wie in Derde afdeling zou blijven en wie zou zakken naar de provinciale reeksen.
Door het faillissement van R. Excel Mouscron bleef R. Gosselies Sports alsnog in Derde afdeling.
| Datum      | Uur   | Wedstrijd                     | Uitslag        |
| ---------- | ----- | ----------------------------- | -------------- |
| 08/05/2022 | 15:00 | RFC Huy - R. Gosselies Sports | 1-1 (4-2 n.p.) |

## Appendix
Nationaal voetbal · Regionaal voetbal · Provinciaal voetbal · KBVB · Nationaal voetbalelftal · Nationaal dameselftal
Belgisch nationaal voetbal
Eerste klasse A · Eerste klasse B · Eerste nationale · Beker van België · Belgische Supercup
Super League · Eerste klasse (vrouwen) · Tweede klasse (vrouwen) · Beker van België (vrouwen) · Belgische Supercup (vrouwen)
Belgisch regionaal voetbal
Tweede afdeling · Derde afdeling
2016/17 · 2017/18 · 2018/19 · 2019/20 · 2020/21 · 2021/22 · 2022/23 · 2023/24 . 2024/25